# Folyton folyvást folytassa!
Folyton folyvást folytassa!, eredeti címe That’s Carry On! , 1977-ben bemutatott brit (angol) színes filmvígjáték, a Gerald Thomas által rendezett Folytassa… filmsorozat 29. darabja, retrospektív összeállítás (kompiláció) a sorozat összes addig elkészült filmjének válogatott, sikeres epizódjaiból. Az összeállítás műsorvezetői és narrátorai Kenneth Williams és Barbara Windsor.

## Cselekmény
Kenneth Williamst és Barbara Windsort bezárják a Pinewood Studios vetítőjébe. Sorra nézik a Folytassa-sorozat filmjeinek válogatott jeleneteit, és mindegyikük elmondja, annak idején mit talált érdekesnek és vonzónak az adott történetben. Kenneth bőségesen fogyaszt a büfében talált szendvicsekből és pezsgőből, egy idő után kikívánkozik a toalettre, de Barbara mindig újabb régi jelenetet fűz a vetítőgépbe, amit Kenneth is mind végig akar nézni. Folytassa, amikor Önnek megfelel! film jelenetét nézve, ahol a buszról sorjázó berúgott társaság sorban pisil az erdőszélen, Kennethnek már nagyon kell szorítania, de éppen ekkor következik saját kedvenc jelenete a Folytassa a Khyber-szorosban! filmből, a látványos brit-indiai ünnepi felvonulás, ezt még mindenképpen végig akarja nézni. A látottaktól fellelkesülve Kenneth rajongó szónoklatot intéz a nézőkhöz a lehanyatlott Brit Birodalom régi dicsőségéről, közben Barbara viháncolva kisurran és rázárja a vetítő ajtaját. Kenneth nem tud kimenni, így „bent megy ki”.

## Szereposztás
A fellelhető filmkópiák végén elmondottak szerint a magyar szinkront az RTL Kábeltelevízió megbízásából a Szinkron Systems Kft. készítette. A szinkronról további adatok nem ismertek. (A film nem szerepel az ISzDb.hu Adatbázisban).
| Szerep                                                 | Színész |
| ------------------------------------------------------ | --- |
| Házigazdák                                             | Kenneth Williams · Barbara Windsor |
| Továbbiak (különféle szerepekben, archív jelenetekben) | Eric Barker · Amanda Barrie · John Bluthal · Bernard Bresslaw · Peter Butterworth · Gerald Campion · Esma Cannon · Roy Castle · Cyril Chamberlain · Norman Chappell · Tom Clegg · John Clive · Kenneth Connor · Kenneth Cope · Harry H. Corbett · Billy Cornelius · Bernard Cribbins · Jim Dale · David Davenport · Windsor Davies · Ed Devereaux · Angela Douglas · Jack Douglas · Sally Douglas · Shirley Eaton · Fenella Fielding · Frank Forsyth · Peter Gilmore · Lucy Griffiths · Anita Harris · William Hartnell · Imogen Hassall · Charles Hawtrey · Percy Herbert · Joan Hickson · Julian Holloway · Frankie Howerd · Wilfrid Hyde-White · Penny Irving · Hattie Jacques · June Jago · Sidney James · Gertan Klauber · Rosalind Knight · Dilys Laye · Valerie Leon · Harry Locke · Jimmy Logan · Terence Longdon · Kenny Lnch · Victor Maddern · Elspeth March · Betty Marsden · Juliet Mills · Warren Mitchell · Bob Monkhouse · Margaret Nolan · Richard O’Callaghan · Julian Orchard · Bill Owen · Lance Percival · Leslie Phillips · Jacki Piper · Ted Ray · Patsy Rowlands · Terry Scott · Phil Silvers · Joan Sims · Madeline Smith · Elke Sommer · Susan Stephen · Julie Stevens · Marianne Stone · June Whitfield · stb. |